# Roshon Fegan
Roshon Bernard Fegan (* 6. října 1991) je americký herec, tanečník a rapper afroamerického a filipínského původu. Ztvárnil postavu Sendlera Loya ve filmu Camp Rock, hlavní roli hraje v seriálu Na parket!. Jeho žánrem je hip hop a pop. Hraje na bicí, klavír a kytaru.